# Ballyporeen
Ballyporeen (Gael nyelven: Béal Átha Póirín) Írország Dél Tipperary megyéjében található falu. A 2006-os ír népszámlálási adatok szerint lakosainak száma 304 fő, melyhez a faluhoz tartozó mezőgazdasági övezetben élő további 573 fő adódik.

## Fekvése
A falu a Galtee-Vee Völgyben fekszik, északról a Galtee-Hegység, délről a Knockmealdowns-Hegység határolja. Folyója a Duag folyó, mely a Suir folyó mellékfolyója. Az R665 autóút a falun keresztül halad át. A hozzá legközelebb eső nagyobb városok Mitchelstown és Cahir, melyek a falutól hozzávetőlegesen 12 és 21 km távolságra helyezkednek el.
A falu körülbelül 11 km távolságra található az M8-as autópálya 12-es kivezetésétől.

## Elnevezése
A név eredete nem tisztázott; a legelfogadottabb ír fordítás szerint jelentése „a kerek sziklák gázló szája”. A kifejezés olyan sziklákra vonatkozik, melyek vagy folyó hordalékai vagy olyan ruhafestésre használt kövek, melyek használat után a falu lakói ott hagytak.
Egy másik feltételezés szerint a falu eredeti nevét elferdítették és félreértelmezték az idők során; egy 1618-as dokumentum említést tesz ’Bealanporan’-ról, ez és lehetséges korábbi formái adták a falu nevét. Egy történész szerint ’Powers-város’ a falu nevének helyes fordítása, mutatva egy Power nevű, anglo-normann eredetű család kapcsolatát a térséghez.

## Történelme
Ballyporeen önálló településként való létrejöttének ideje ismeretlen, egészen a 18. századig a falutól 1,5 km-re északra található Carrigvisteal volt a környék csomópontja.
A falu későbbi növekedése számos tényezőnek tulajdonítható. Az 1700-as években a legfontosabb kereskedelmi útvonalnak számító Dublin – Cork út mentén feküdt, így egyrészről egy átmenő kereskedelem jelentkezett a faluban, másrészről a kereskedők által kereslet mutatkozott fogadóhelyek és vendégházak létesítésére. A fő utcán a Kingston Malom állt, mely ugyancsak munkalehetőséget jelentetett a falu lakóinak, egészen annak 1811-es bezárásáig.
A falu fejlődésének és növekedésének legmeghatározóbb tényezője a Kingston grófi család befolyása volt, akik a vidék legnagyobb földbirtokosai voltak és akiknek vásártartási joguk volt a földterület felett, így 1810-től évente három alkalommal tartottak nyílt vásárt a faluban. Miután a malom nevében is a Kingston név szerepel, valószínűsíthető, hogy építésében a grófok is közreműködtek.
A falu tervezett utcastruktúrája valószínűleg II. Róbert Gróf nevéhez köthető, aki az 1700-as évek végén egy átfogó építési programot indított el a faluban. A bérleti díjakat alacsonyan tartották, hogy odavonzzák a kis boltosokat és kereskedőket. Az első Ordonance Survey kiadású térképeken (1840 körül) már felismerhető volt, ma is jellegzetes, széles, egyenes, az egész falut átszelő főútjával.
Az 1837-es Lewis felmérés is említést tesz a Nyugati Iffa és Offa báróság területén található faluról és 113 lakóházról illetve 513 lakóról ad számot.

## Lakói

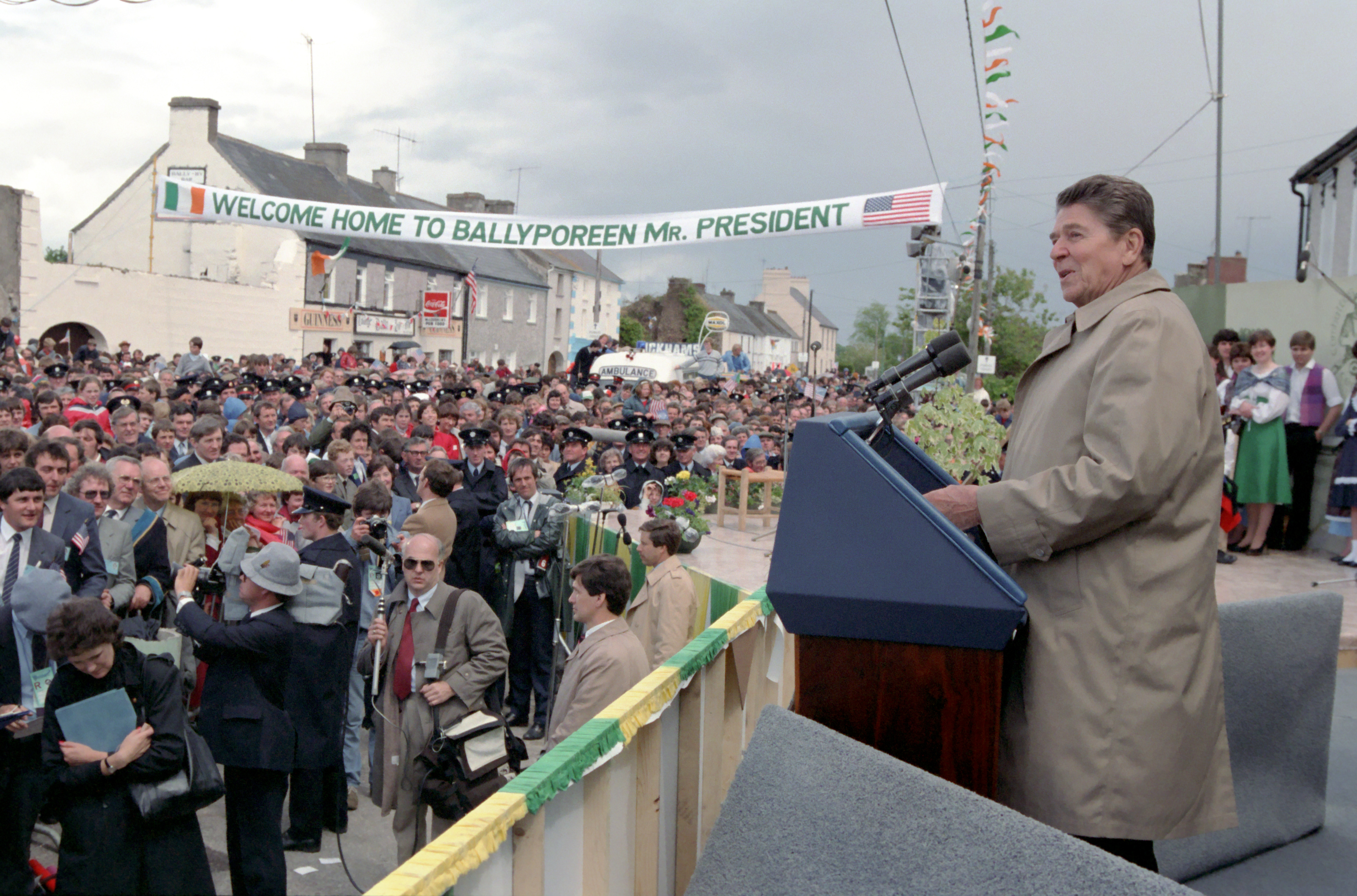
Az írországi Ballyporeen lakóinak nagy tömege hallgatja az Az Amerikai Egyesült Államok elnökének Ronald Reagennek beszédét 1984-ben.

Ballyporeen legnagyobb nevezetessége, hogy innen származik Ronald Reagan egykori amerikai elnök. Az elnök dédapja, Michael Ragen (aki később családnevének írásmódját megváltoztatta) 1829-ben a faluban lett megkeresztelve, és egészen az 1851-es Londonba, majd végül 1857-es Egyesült Államokba történő kivándorlásáig a faluban élt. Reagan elnök 1984. június 3-án látogatott el a faluba, ahol beszédet mondott, családjának ősi eredetéről, mint „ír-amerikai hagyományról” beszélt.
Reagan elnök írországi látogatását egy kisebb ellenállás kísérte. A hatóságok megközelítőleg 600 tüntetőt tartottak a falu határain kívül az elnöki látogatás ideje alatt. A tüntetők főleg a Reagan-kormány külpolitikája ellen tiltakoztak különös tekintettel a nicaraguai csoport, a Kontrák támogatására.
Ballyporeen korábban otthont adott a Ronald Reagan Pubnak. Míg az épület még mindig áll, a pubot 2004-ben bezárták és a rákövetkező évben minden berendezését és külső jelzését a kaliforniai Simi Valleyben található Ronald Reagan Elnöki Könyvtárba szállították.
Az 1930-ban hollywoodi csillagot is elnyerő amerikai színésznek, Pat O’Briennek is a vidékhez kötődnek felmenői, továbbá Ballyporeen a szülőfaluja Gemma Hayes énekes-dalszerzőnek. A Night on my Side című debütáló albumának Hanging Around slágere a krikusok tetszését is elnyerte, az album pedig jelölést kapott a 2002-es a Mercury Zenei Díjátadón.

## Sportélet
futball-, keltafutball-, hurling-, raketball- és kézilabda-csapatok játszanak a környék sportklubjaiban.
Ballyporeen egyik szomszédos települése Skeheenarinky. A két település számos területen együttműködik, többek között a Kelta Atlétikai Egyesület (Gaelic Athletic Assiciation, G.A.A.) csapatállításában is. Az egyesület tagjai a két faluból kerülnek ki. A futball csapat „Ballyporeen GAA” név alatt fut és a felnőtt korcsoportban szerepel, míg a hurling csapat „Skeheenarinky” névvel jelenleg az ifjúsági korcsoportban játszik. Az atlétikai klubhoz tartozó sportpályák Ballyporeenban találhatók modern öltözőkkel és kültéri megvilágosítással felszerelve.
Ballyporeen futballklubja részt vett az ír Celebrity Bainisteoir televíziós valóság show 4. évadjában, mely a képernyőn 2011 őszén volt látható. A show keretében a klub fővédnöke a híres modell, Gillian Quinn lett. Ballyporeen Killeshin csapatával szemben idegenben vereséget szenvedett.
Korábban a labdarúgócsapatnak számos más neve is volt, úgy mint Templetanny Rangers, Western Rangers, de még Brien Borusnak is nevezték, a 11. században uralkodó ír király után. A csapat játékosai Ballyporeenból és Clogheenből kerültek ki.
Ballyporeen első kézilabda pályáját 1908-ban építették, és a csapat az ezt követő évben alakult meg. Fennállása óta 21 ír bajnoki címet, és számos regionális, és megyei bajnoki címet nyert. A ballyporeeni Eddie Corbett szerezte meg az Egyesített Sport Bizottság kézilabdáért kiosztott díját 1987-ben, 1993-ban és 1994-ben. 1990-ben és 1991-ben pedig John O’Donoghue-vel közösen részesültek ebben a megtiszteltetésben. Ma Ballyporeen kézilabda és raketball csapata egy 12x6 méteres és egy 19x8 méteres üvegfalú pályán edz.
Ballyporeen labdarúgócsapat eredményei.
- Megyei Felnőtt Bajnoki Cím 1992.
- Déli Felnőtt Bajnoki Cím 1988, 1992, 2007.
- Megyei Ifjúsági 'A' Bajnoki cím 1987.
- Déli Ifjúsági 'A' Bajnoki Cím 1928, 1969, 1970, 1985, 1987.
- Déli Ifjúsági 'B' Bajnoki Cím 1991, 1994, 2002, 2004.
- Megyei U21 'B' Bajnoki Cím 1990.
- Déli U21 'B' Bajnoki Cím 1990, 1997, 2004, 2011.
- Megyei U21 'C' Bajnoki Cím 2001.
- Déli U21 'C' Bajnoki Cím 2001.
- Déli Serdülő 'A' Bajnoki Cím 1966.
- Megyei Serdülő 'B' Bajnoki Cím 2011.
- Megyei Serdülő 'C' Bajnoki Cím 2006.
- Déli Serdülő 'C' Bajnoki Cím 2005, 2006.
- Megyei Serdülő 'B' Bajnoki Cím 1986 (csapatnév: Brian Borus)

Skeheenarinky Hurling Csapat Eredményei.
- Dél Ifjúsági 'A' Bajnoki Cím 1981, 1990, 1994, 1996, 1999, 2000.
- Déli U21 'C' Bajnoki Cím 2004.
- Megyei Serdülő 'C' Bajnoki Cím 2004.
- Déli Serdülő 'C' Bajnoki Cím 2004, 2008.

## Egyházközség

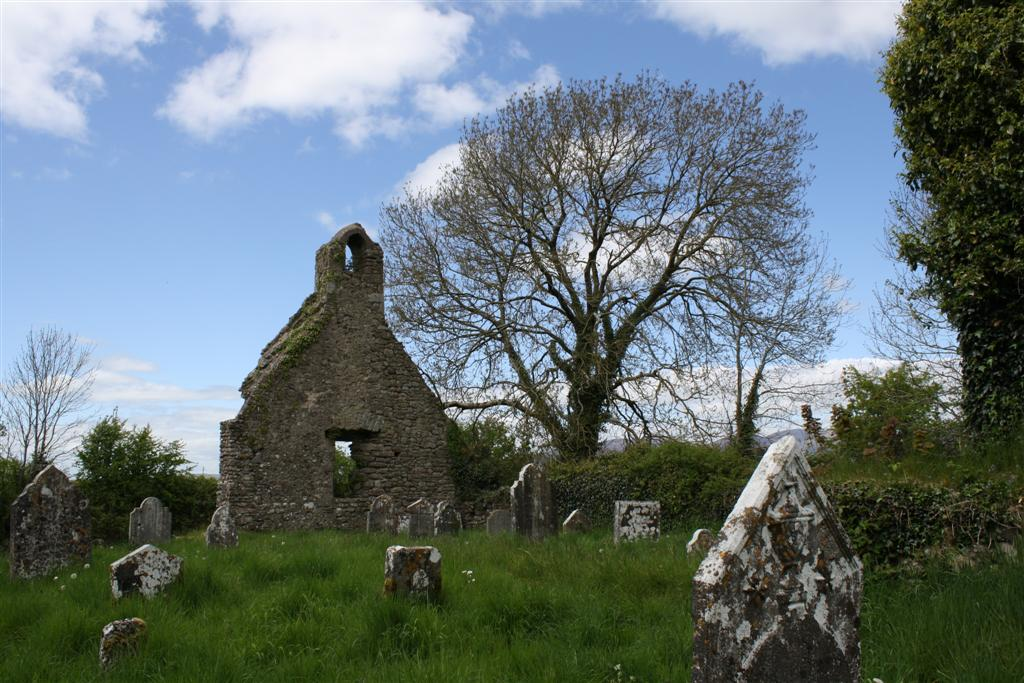
Templetenny temető

A katolikus és anglikán egyházközségek összefoglalóan Templetenny néven ismertek.
A ballyporeeni katolikus templom és klérus Ballyporeen és Skeheenarinky mindkét egyházi felekezetét kiszolgálja. A katolikus egyházközség a Waterford és Lismore Római Katolikus Egyházmegye fennhatósága alá tartozik. A helyi Szűz Mária Mennybemenetele templom 1828 óta áll a faluban.
A helyi ír anglikán egyházközséget beolvasztották a Clonmeli Egyesített Egyházközségbe. Az 50 férőhelyes, egykor a fő utca felső részén álló Szent Máté-templomot 1911-ben lebontották.
Templetennyben a falu mai területétől 4 km-re keletre, egy ősi templom romjai is láthatók. A helynek keresztény szerzetesi múltja van, amely egészen a 750-es évekig, Szent Finnchadh apát regnálásáig visszavezethető.

## Kulturális vonatkozások
Ballyporeen neve elhangzik a Counting Crows Washington Square című számában a Saturday Nights & Sunday Mornings albumról.